# Hirzel Höhi
Die Hirzel Höhi ist ein Saumpass in den Voralpen des Kantons Zürich, der Horgen und Sihlbrugg verbindet.
Die frühere Handelsroute führte weiter über Baar, Zug, Immensee-Küssnacht oder Brunnen über den Vierwaldstättersee nach Flüelen zum Gotthard und nach Italien. Als wichtigste Güter transportierte man Salz von Norden nach Süden und Wein umgekehrt. Ausserdem wurde mit Seide, Samt, Brokat, Leinwand, Eisen, Getreide, Reis, Käse und Öl gehandelt.

## Lage und Umgebung
Die Hirzel Höhi verbindet Horgen am Zürichsee mit Sihlbrugg im Sihltal. Die Passhöhe liegt auf dem Gebiet der politischen Gemeinde Horgen, in der Nähe des Hirzelpasses.

### Höhe
Die Hirzel Höhi liegt auf 734 m über Meer.

### Zugänge
Die Hirzel Höhi ist von zwei Seiten zugänglich:
- Von Horgen Dorf über einen alten Saumweg
- Von Sihlbrugg Dorf über ein Fahrsträsschen

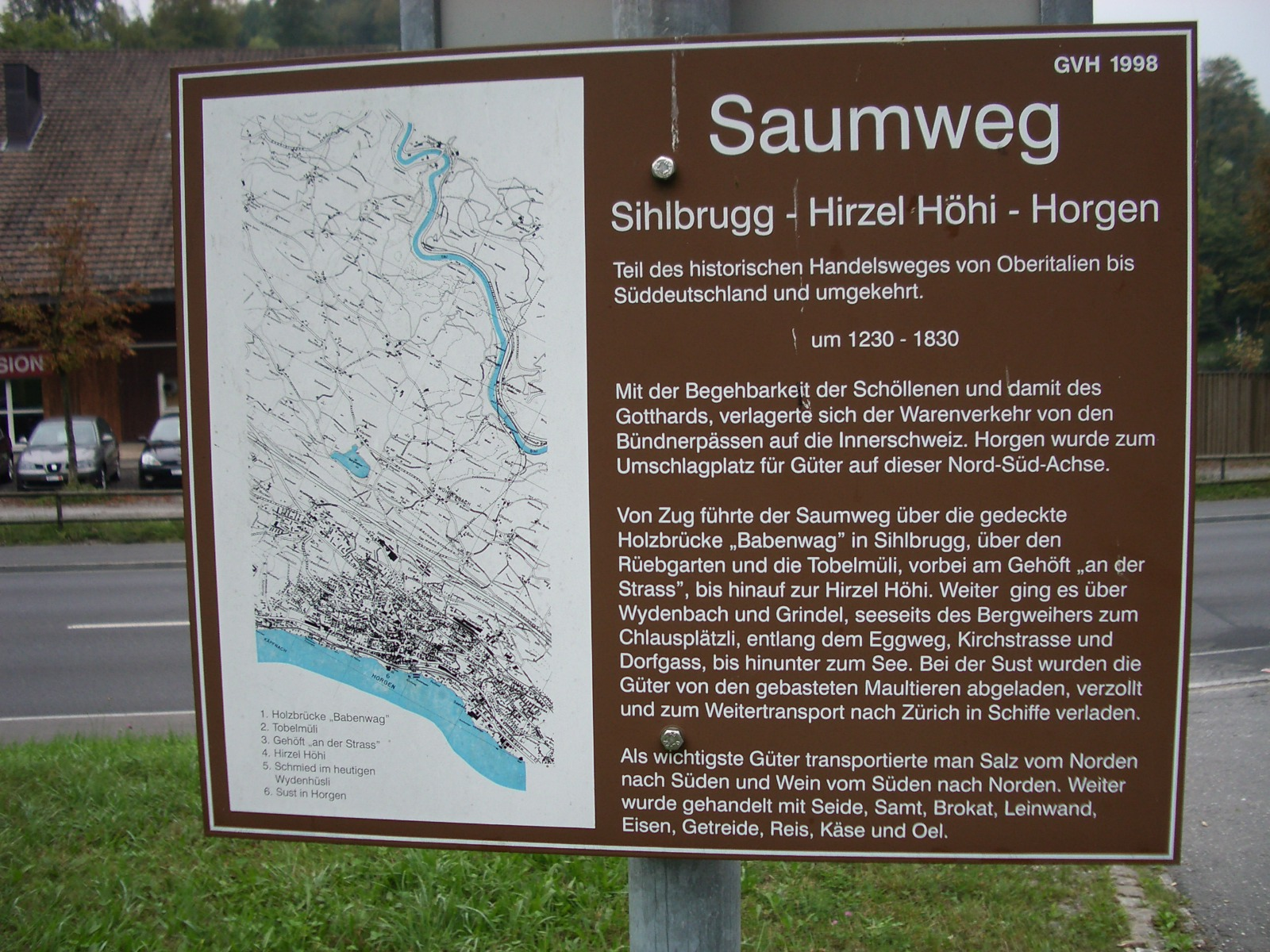
Saumweg Hirzel Höhi

## Saumweg Horgen – Hirzel Höhi – Sihlbrugg

Hirzel Höhi, Zimmerberg, 1. August 1947

Mit der Erschliessung der Schöllenen wurde der seit der Römerzeit über die Bündnerpässe führende internationale Handelsweg zwischen Deutschland und Italien durch die kürzere Gotthardstrecke abgelöst. Damit wurde der Saumweg über die Hirzel Höhi von 1230 bis 1830 zu einem wichtigen Transportweg. Von Zürich kamen die Güter auf Ledischiffen (Nauen) bis zur Sust im Hafen von Horgen, wo sie auf Maultiere, später auf Saumpferde umgeladen wurden.
Der obere Säumerweg (auch Moorschwanderweg) führte von der Sust Horgen auf der Dorfgasse und der Kirchstrasse hinauf auf den Horgenberg. Dort über Moorschwand, Wührenbach, Bruppacher, Eschtürli, Zimmerberg auf die Hirzel Höhi und hinunter nach Dürenmoos, Chalbisau, an Tobelmüli vorbei zum Sihlübergang auf der Babenwaagbrücke nach Sihlbrugg Dorf.
Der untere Säumerweg (auch Säumer Gass oder Grindelstrass) führte von der Sust Horgen über Dorfgasse, Kirchstrasse, Chlausen, Grindel, Simismoos, Widenbach, Harhalden (Alter Hirschen), Hirzel Höhi, Dürenmoos, Chalbisau, Tobelmüli nach Sihlbrugg.
1534 wurde vom Rat von Zürich gegen den Protest der Säumer der Wagenverkehr gestattet. Wegen der erhöhten Beanspruchung durch den Wagenverkehr musste 1674 ein Steinbett gelegt werden, was damals noch nicht üblich war.

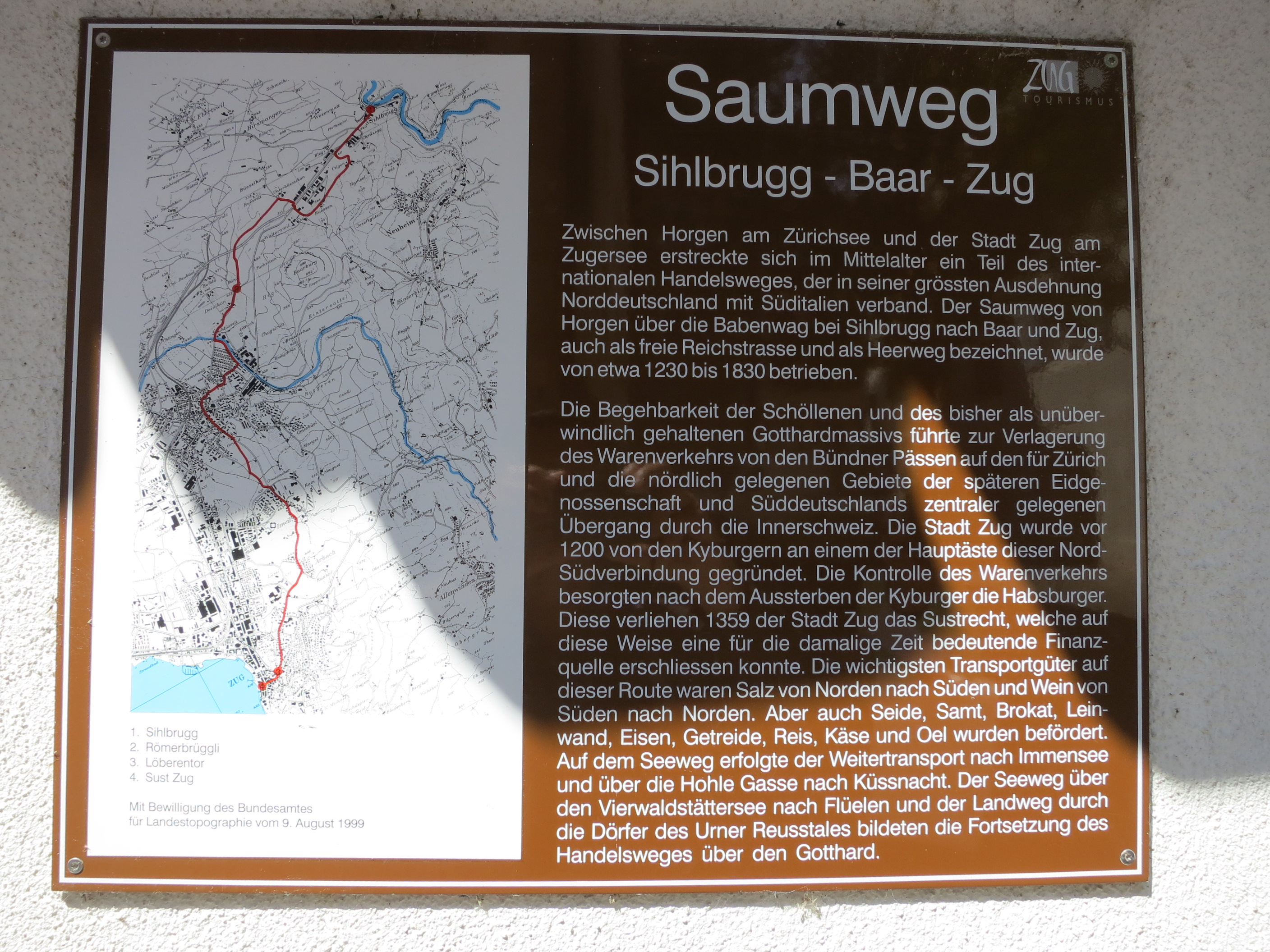
Anschlussstrecke Richtung Gotthard: Sihlbrugg-Zug

Um 1800 führte die bessere Route von Richterswil nach Brunnen zu einer gewissen Verlagerung des Säumerverkehrs. Mit dem Bau der Zugerstrasse von Horgen via Hanegg über den Hirzelpass von 1839 bis 1846 ging für den Saumweg die Funktion einer überregionalen und regionalen Verbindung nach Zug verloren.
Mit der Eröffnung der Sihltalstrasse von 1884 und des Zimmerbergtunnels von 1897 verlagerte sich die Gotthardroute endgültig von Saumpfad und Seeweg auf Strasse und Schiene.
Der ehemalige Saum- und heutige Wanderweg von der Sust Horgen über die Hirzel Höhi nach Sihlbrugg ist als Kulturweg mit braunen Tafeln gekennzeichnet.

## Galerie

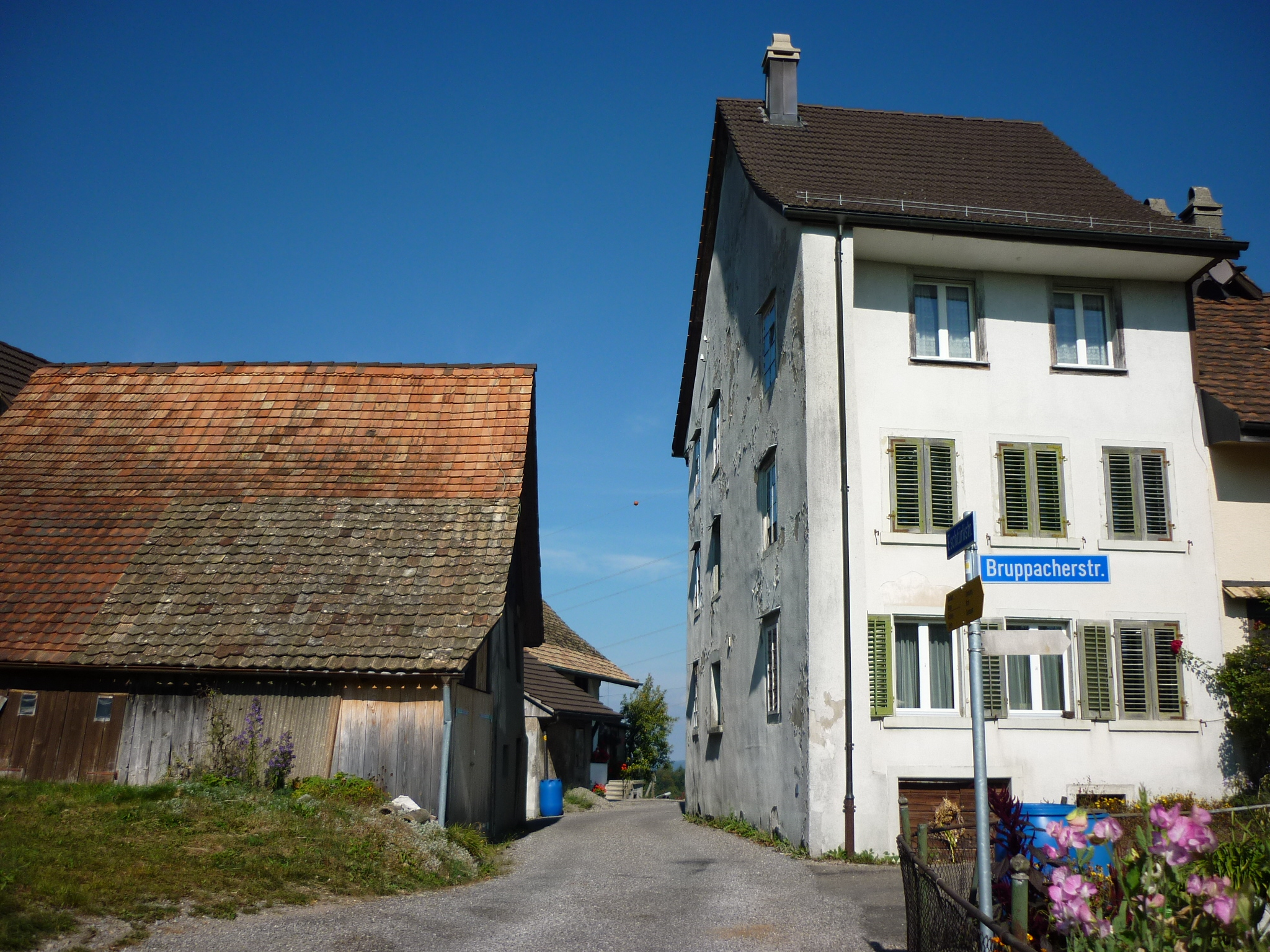
Bruppacher
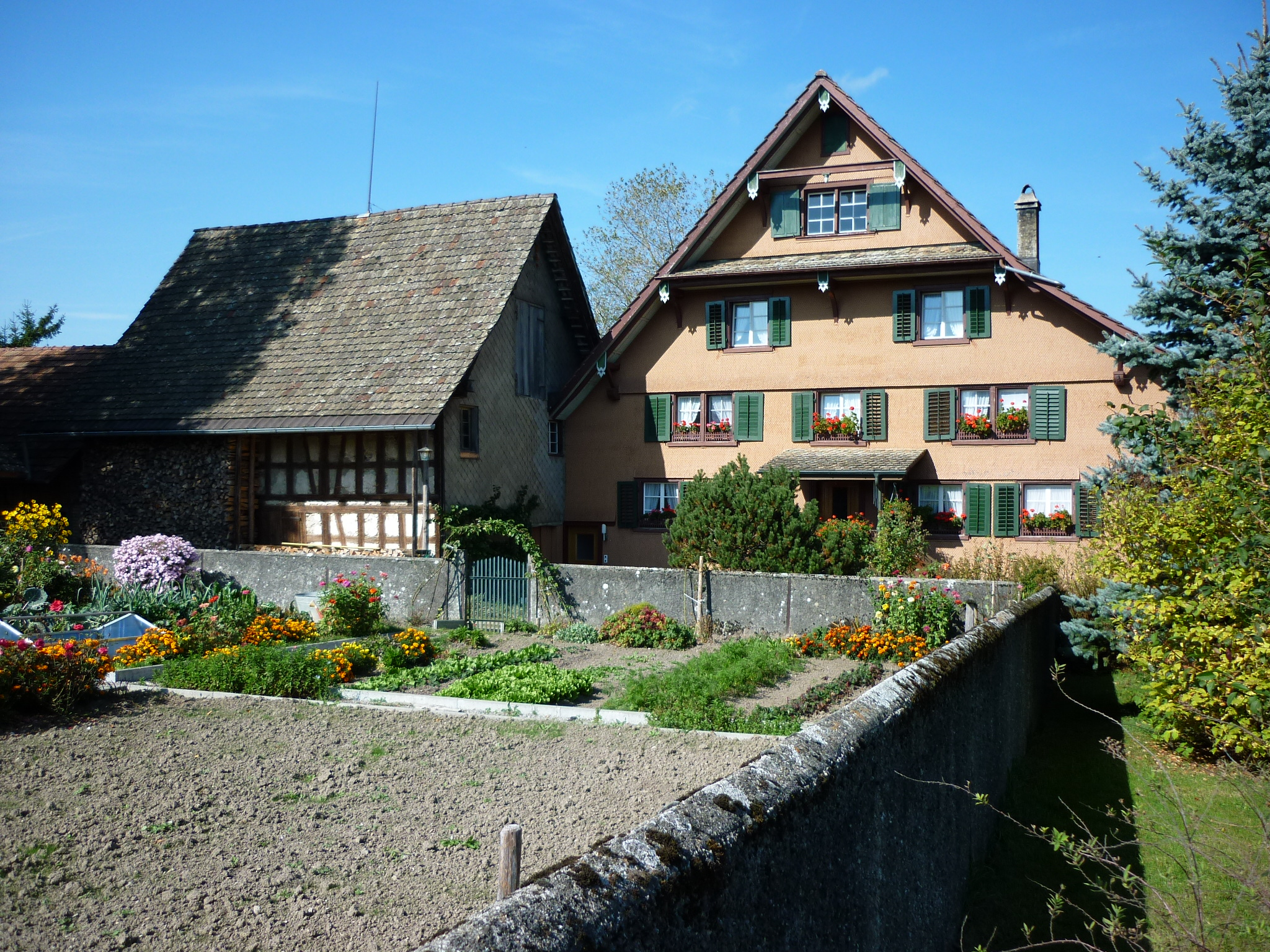
Zimmerberg
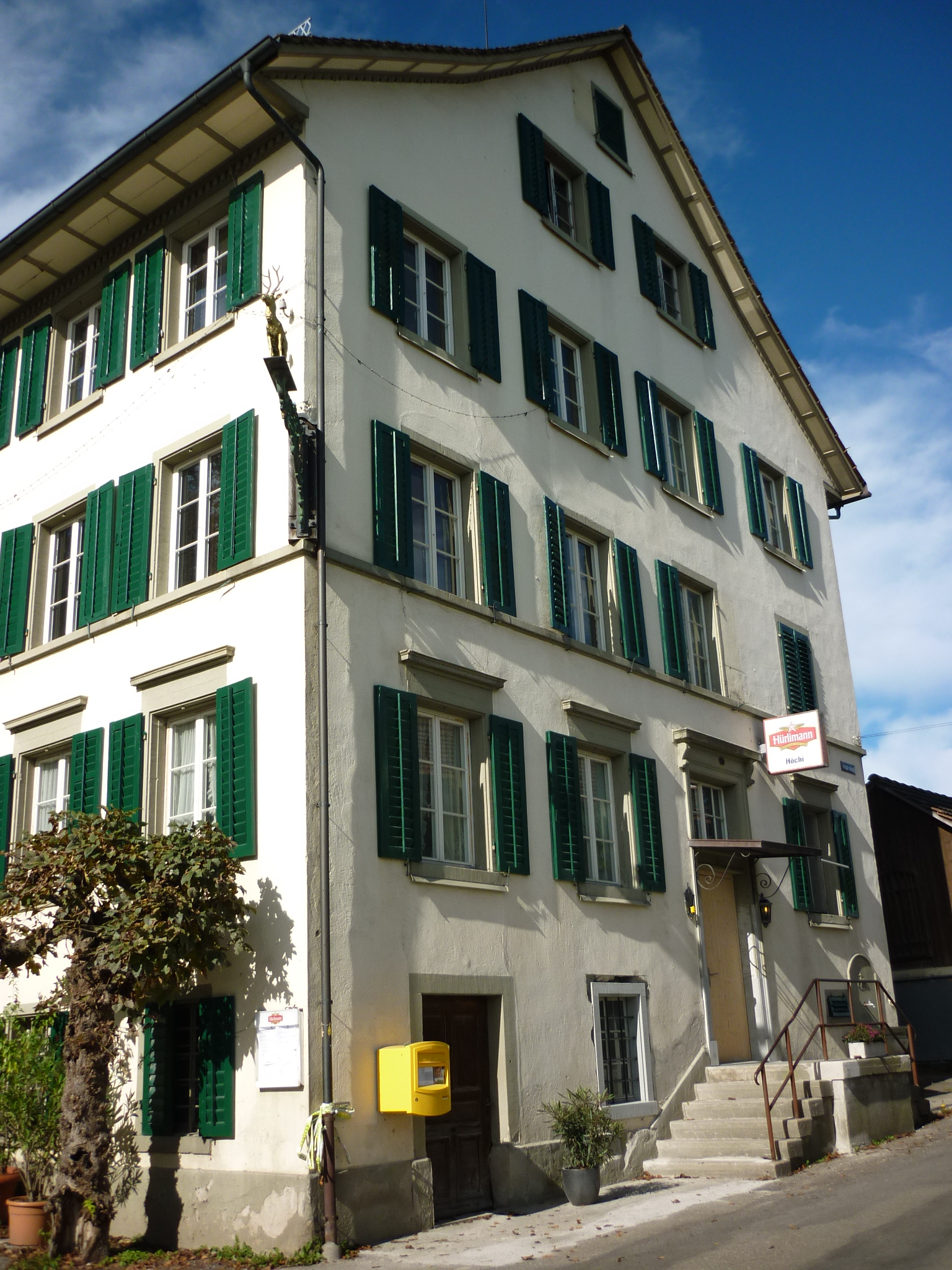
Restaurant Hirzel Höhi
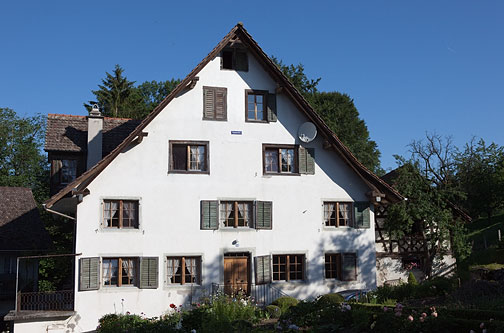
Tobelmüli von 1675
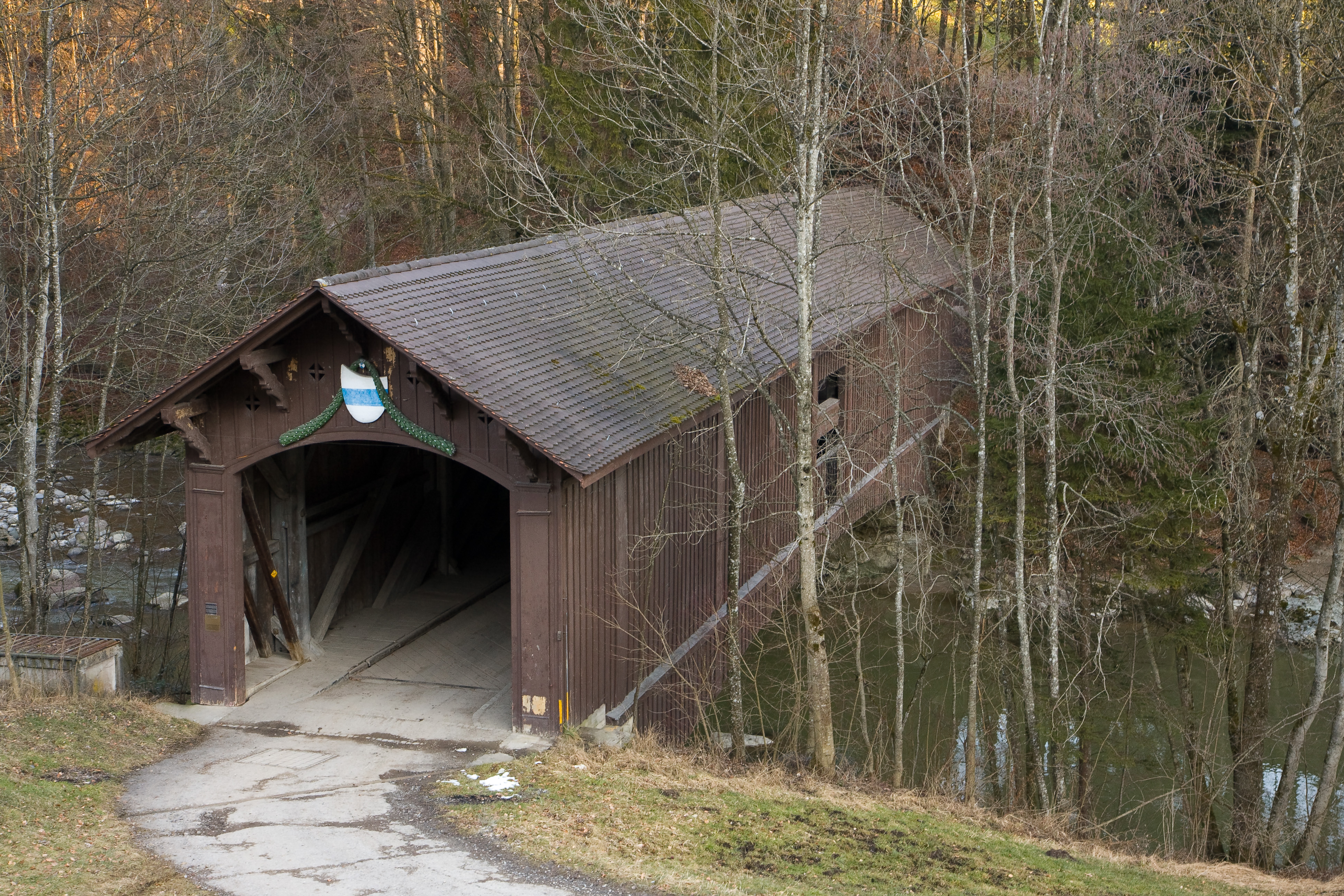
Die Babenwaag war bis 1960 die Hauptbrücke in Sihlbrugg. Heute liegt sie 3 km flussaufwärts. Ihre Vorgängerin wurde 1847 im Sonderbundskrieg niedergebrannt.